# Miracles in December (bài hát)
"Miracles in December" (Hangul: 12월의 기적; rom. Sibiweolwi Gijeok; Phồn thể: 十二月的奇蹟; Giản thể: 十二月的奇迹; Bính âm: Shíèryuè de Qíjì) là một bài hát giao hưởng-Giáng Sinh trình bày bởi nhóm nhạc Hàn-Trung EXO.
Bên cạnh việc đã được phát hành dưới dạng đĩa đơn kỹ thuật số vào ngày 5 tháng 12 năm 2013 trước khi phát hành chính thức, ca khúc cũng nằm trong EP thứ hai của họ Miracles in December được SM Entertainment phát hành vào ngày 9 tháng 12 năm 2013 . Bài hát cũng như album được phát hành ở hai phiên bản tiếng Hàn và tiếng Trung.
Cả hai phiên bản của "Miracles in December" đều nhận được phản hồi tích cực và đạt được thành công về thương mại khi đứng vị trí thứ nhất trong chính bảng xếp hạng tại Hàn Quốc khi phát hành. Phiên bản tiếng Hàn xếp vị trí thứ 2 trên Bảng xếp hạng đĩa đơn Gaon và vị trí thứ 3 trên Korea K-Pop Hot 100, trong khi phiên bản tiếng Trung xếp vị trí thứ 9 tại Baidu Weekly Music Chart và vị trí đầu tiên trên Bảng xếp hạng đĩa đơn quốc tế.
"Miracles in December" được chọn làm ca khúc chủ đề cũng như ca khúc đầu tiên trong mini-album, và cùng với "Christmas Day", được quảng bá trực tiếp trên các chương trình âm nhạc địa phương và các buổi hòa nhạc trong suốt thời gian quảng bá.

## Sáng tác
"Miracles in December", được mô tả trên các trang nhạc Hàn Quốc Naver Music, là một ca khúc nhạc popballad phối trên piano và đàn dây. Bài hát được sáng tác và sắp xếp bởi cựu nhạc sĩ Andreas Stone Johansson và Rick Hanley trong lần hợp tác đầu tiên của họ với nhà sản xuất SM Entertainment.
Giọng hát chính trong phiên bản tiếng Hàn do Chen, Baekhyun và D.O. trình bày, trong khi đó phiên bản tiếng Trung do Chen, Baekhyun và cựu thành viên Luhan trình bày. Bài hát nói về người con trai nhớ về mối tình cũ của chính mình và mong muốn trở lại với người ấy nhưng không thể vì thấy xấu hổ và có lỗi. Yoon So-ra đã viết lời cho phiên bản tiếng Hàn và Liu Yuan cho phiên bản tiếng Trung của bài hát này.

## Phát hành
Tất cả bài hát đều nằm trong EP thứ hai Miracles in December được xem trước trong một clip tổng hợp bài hát được đăng tải trên trang web của họ. Vào 1 tháng 12 năm 2013, "Miracles in December" được tiết lộ là tiêu đề và là ca khúc đầu tiên nằm trong album cùng với một số thông tin khác liên quan đến sân khấu trở lại của EXO. Bài hát sẵn có để tải xuống như một đĩa đơn kỹ thuật số vào 5 tháng 12 năm 2013, trước khi phát hành album đầy đủ vào 9 tháng 12 năm 2013 dưới nhãn hiệu S.M. Entertainment. Ca khúc cũng như album bao gồm hai bản tiếng Hàn và tiếng Trung.

## Bảng xếp hạng
| Bảng xếp hạng (2013)                  | Vị trí cao nhất |
| ------------------------------------- | --------------- |
| Bảng xếp hạng đĩa đơn Gaon            | 2               |
| Bảng xếp hạng đĩa đơn hàng tháng Gaon | 2               |
| Bảng xếp hạng đĩa đơn địa phương Gaon | 2               |
| Bảng xếp hạng đĩa đơn trực tuyến Gaon | 5               |
| Bảng xếp hạng đĩa đơn tải xuống Gaon  | 3               |
| Bảng xếp hạng ca khúc nhạc nền Gaon   | 2               |
| Bảng xếp hạng nhạc chuông Gaon        | 3               |
| Bảng xếp hạng Karaoke Gaon            | 4               |
| Billboard K-Pop Hot 100               | 3               |

| Bảng xếp hạng (2013)                          | Vị trí cao nhất |
| --------------------------------------------- | --------------- |
| Bảng xếp hạng bài hát hằng tuần Baidu         | 7               |
| Bảng xếp hạng bài hát hằng tháng Baidu        | 15              |
| Bảng xếp hạng đĩa đơn Gaon                    | 47              |
| Bảng xếp hạng đĩa đơn quốc tế Gaon            | 1               |
| Bảng xếp hạng đĩa đơn quốc tế hằng tháng Gaon | 5               |
| Bảng xếp hạng đĩa đơn quốc tế hằng năm Gaon   | 170             |
| Bảng xếp hạng đĩa đơn tải xuống Gaon          | 62              |
| Bảng xếp hạng ca khúc nhạc nền Gaon           | 29              |

## Liên kết
- Trang chủ EXO-K Lưu trữ ngày 10 tháng 6 năm 2016 tại Wayback Machine
- Trang chủ EXO-M Lưu trữ ngày 24 tháng 2 năm 2013 tại Wayback Machine